# Agrotis obsolescens
Agrotis obsolescens là một loài bướm đêm trong họ Noctuidae.